# پیوند کبد
پیوند کبد (به انگلیسی: Liver transplantation) عمل جراحی تعویض یک کبد بیمار (نارسا) با یک کبد سالم از شخص دیگری می‌باشد. در بیشتر موارد از تکنیک پیوند مستقیم استفاده می‌شود که در آن کبد بیمار برداشته شده و با یک کبد دهنده در جای آناتومیکی یکسان جایگزین می‌شود.
کبد اهدا شده در سرد آب شور (نرمال سالین) تا ۸ ساعت جهت انتقال نگه داشته می‌شود.
پیوند کبد یک روش درمانی برای درمان مرحله پایانی (end-stage) بیماری‌های کبدی و نارسایی حاد است.
در این عمل جراحی به‌طور معمول سه جراح، دو متخصص بیهوشی با همراهی چهار پرستار حضور دارند.
عمل جراحی بسیار خسته‌کننده و طاقت فرساست و چیزی در حدود ۴ تا ۱۸ ساعت با توجه به نتیجه به طول می‌انجامد.
آناستوموزها و بخیه ها و بسیاری از اتصال و انفصال‌های بافت کبد و شکم، باید انجام شوند که موفقیت آنها بستگی به شرایط مناسب فرد گیرنده و یک دهنده خوب دارد.
در هر حال پیوند کبد یک عمل جراحی ماژور یا بزرگ است که درصد ریسک آن بالاست.
جالب است بدانید در ایران نیز سال ١٣٧٢ اولین عمل جراحی پیوند کبد توسط دکتر علی ملک حسینی (پدر پیوند کبد ایران) انجام شد.
در نزدیکی شهر شیراز (شهر جدید صدرا) بیمارستان بسیار مجهزی با نام بیمارستان پیوند اعضای ابو علی سینا به عنوان یکی از بهترین مراکز پیوند اعضا در دنیا و به عنوان اولین بیمارستان پیوند کبد در دنیا شناخته می‌شود.

## تاریخچه
اولین پیوند کبد در انسان در سال ۱۹۶۳ توسط یک تیم جراحی به رهبری توماس استارزل(Thomas Starzl) در ایالات متحده آمریکا به انجام رسید.

## اندیکاسیون
پیوند کبد زمانی لازم است که کبد عملکرد طبیعی خود را از دست بدهد. حال این تغییر عملکرد یا نارسایی می‌تواند به صورت ناگهانی (نارسایی حاد) یا در طی زمانی مثلاً به دنبال عفونت، تأثیر داروها یا به دنبال مشکلات طولانی مدت اتفاق بیفتد.
سرطان متاستاتیک کنترل نشده در خارج از کبد، مواد مخدر فعال یا افراط در مصرف الکل و عفونت فعال سپتیک منع پیوند مطلق هستند. آلودگی به ایدز یکی دیگر از شرایط منع مطلق می‌باشد. سن، بیماری‌های جدی قلبی و ریه یا دیگر بیماری‌ها نیز می‌توانند از پیوند جلوگیری کنند (منع مصرف نسبی). بیشتر پیوندها در درمان بیماری‌های مزمن کبدی که باعث زخم‌های کبدی یا سیروز برگشت‌ناپذیر می‌شوند به انجام می‌رسد. برخی از مراکز از معیارهای میلان (Milan criteria) برای گزینش بیماران مبتلا به سرطان کبد جهت پیوند استفاده می‌کنند.

از دیگر عوامل زمینه ساز پیوند کبد می‌توان به موارد زیر اشاره نمود:
- سیروز
- انسداد یا عدم وجود مادرزادی مجرای صفراوی
- نکروز حاد کبدی
- بیماری‌های متابولیک
- کبد الکلی[۱]
- کمبود آلفا-۱ آنتی‌تریپسین (انباشتگی غیرطبیعی پروتئین آلفا۱-آنتی تریپسین در کبد؛ در نتیجه سیروز)
- هموکروماتوز (یک بیماری ارثی شایع که در آن آهن در بدن تجمع می‌یابد)
- بیماری ویلسون (یک بیماری ارثی نادر که مس در بدن از جمله کبد تجمع می‌یابد و سبب نارسایی آن می‌شود)
- هپاتیت خود ایمنی
- ترومبوز عروق کبد[۲]

## اهدا کننده زنده

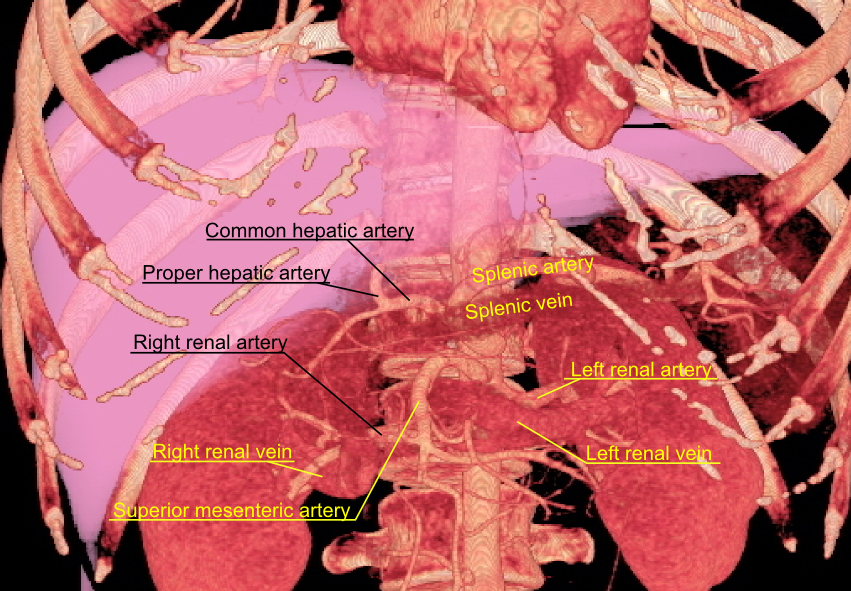
تصویر حجم رندر ایجاد شده با توموگرافی کامپیوتری که می‌تواند برای ارزیابی حجم کبد از یک دهنده احتمالی استفاده شود.

پیوند از یک اهداکننده زنده (Living donor liver transplantation (LDLT در دهه‌های اخیر به عنوان یک گزینه جراحی مناسب برای بیماران مبتلا به بیماری کبدی مرحله نهایی از قبیل سیروز یا کارسینوم سلول کبدی که اغلب مربوط به یک یا بیشتر از موارد زیر است: مصرف دراز مدت الکل، عفونت طولانی مدت بدون درمان ناشی از هپاتیت C، هپاتیت B بدون درمان دراز مدت.

دلایل LDLT:
1. ظرفیت‌های قابل توجه احیاکنندگی (ترمیم مجدد) کبد انسان
2. کمبود گسترده کبد جسد برای بیماران در انتظار پیوند

در LDLT، یک قسمت از کبد سالم از یک فرد زنده طی عمل جراحی حذف و بلافاصله به دریافت‌کننده پیوند زده می‌شود و کبد بیمار به‌طور کامل حذف می‌شود.
از لحاظ تاریخچه، LDLT به عنوان راه حل برای والدین کودکان مبتلا به بیماری‌های کبدی شدید جهت اهدای بخشی از کبد سالم خود به جای کل کبد آسیب دیده فرزند خود، ابداع شد. اولین پیوند از اهداکننده زنده توسط دکتر کریستف برولسچ در مرکز پزشکی دانشگاه شیکاگو در نوامبر سال ۱۹۸۹ به انجام رسید. زمانی که الیسیا اسمیت ۲ ساله بخشی از کبد مادرش را دریافت کرده بود. جراحان در نهایت به این مسئله پی بردند که LDLT در بزرگسال به بزرگسال نیز ممکن است و در حال حاضر این عمل در چند مؤسسه معتبر پزشکی به انجام می‌رسد.

این تکنیک از خطر بیشتری نسبت به یک پیوند استاندارد و پیوند از یک جسد برخوردار می‌باشد. در عمل‌های گوناگون عوارض در فرد دهنده در حدود ۱۰٪ می‌باشد و در بسیاری موارد یک عمل دوم مورد نیاز است. عوارض شایع فیستول صفراوی، استاز معده و عفونت می‌باشد که آن‌ها بعد از برداشتن لوب راست کبد شایع ترند. مرگ پس از اهدا ۰٪ در ژاپن، ۰٫۳٪ در ایالت متحده امریکا و <1٪ در اروپا گزارش شده‌است این خطر با افزایش تجربه جراحان کاهش می‌یابد. در سال ۲۰۰۶ در کشور انگلستان قانون جهت اهدای عضو نوع دوستانه برای کمک به بیماران تغییر یافت. اولین اهدای کبد نوع دوستانه در دسامبر ۲۰۱۲ در بریتانیا به انجام رسید.

در LDLT دریافت‌کننده بالغ، ۵۵ تا ۷۰ درصد از کبد (لوب راست) از دهنده زنده و سالم برداشته می‌شود. کبد اهداکننده رشد خواهد یافت و تکمیل می‌شود و عملکرد آن طی ۴-۶ هفته به ۱۰۰٪ خواهد رسید و تقریباً در اندازه و حجمی با اندازه قبلی. گاهی اوقات ممکن است ۷۰٪ از کبد فرد دهنده برداشته شود بدون اینکه به اهداکننده آسیبی وارد شود. بخش پیوند زده عملکرد کامل در فرد گیرنده خواهد داشت.

اهدا کنندگان زنده همراه با خطرات یا عوارض پس از عمل مواجه خواهد بود از جمله لخته شدن خون و مشکلات صفراوی، اما این مسائل نسبتاً به راحتی رفع می‌شوند.

### ویژگی‌های اهدا کننده زنده
فرد اهداکننده باید نیازهای مشخصی را داشته باشد و در فرایند ارزیابی باید این اطمینان حاصل شود که اهدا تنها راه است و باید از بسیاری لحاظ مورد بررسی قرار گیرد از جمله گروه خونی.
اهدا کنندگان زنده نمی‌تواند باردار باشند یا اضافه وزن داشته باشند. ولی افراد دارای اضافه وزن که نامزد کم کردن وزن هستند می‌توانند در این گروه قرار گیرند.

هر عضو از خانواده، پدر، مادر، خواهر و برادر، فرزند، همسر یا یک داوطلب می‌تواند کبد خود را اهدا کنند. معیار برای اهدای کبد عبارتند از:
- سن بین ۱۸ تا ۶۰ سال
- سلامت جسمی خوب بدون بیماری‌های فیزیولوژیک و دارویی حاد
- سیگار نکشیدن حداقل ۶هفته تا عمل جراحی
- توانایی درک و پیروی از دستورالعمل‌ها را برای آماده‌سازی قبل از عمل جراحی و ریکاوری بعد از آن[۴][۵]
- داشتن میل خیرخواهانه اهدا بدون انگیزه‌های مالی
- داشتن کبد هم اندازه یا بزرگتر از فرد گیرنده
- گاهی اوقات سی تی اسکن و ام آر آی کبد نیز انجام می‌شود.

### عوارض
- در برخی موارد انتقال خون
- ۰٫۵ تا ۱٫۰ درصد احتمال مرگ
- خونریزی
- عفونت
- درد در ناحیه برش
- احتمال لخته شدن خون و بهبودی طولانی مدت[۶]

### مزایا
- عدم انتظار برای دریافت کبد
- توانایی برنامه‌ریزی مناسب برای هر دو فرد گیرنده و دهنده توسط جراح
- یک کبد از یک فرد زنده بیشتر از یک کبد از جسد عمر می‌کند.
- پیوند کبد زنده می‌تواند به صورت انتخابی (الکتیو) و قبل از شروع عوارض تهدیدکننده زندگی بیمار انجام شود.[۷]

## چگونگی تعیین نامزد پیوند کبد
ارزیابی‌های لازم توسط متخصص‌ها در زمینه‌های مختلف جهت تعیین مناسب بودن پیوند به انجام می‌رسد. این ارزیابی‌ها شامل بررسی سابقه پزشکی و آزمایش‌های مختلف می‌باشد. در این ارزیابی از رویکرد میان رشته‌ای استفاده می‌شود بدین صورت که تیم مراقبت‌های بهداشتی متشکل از رشته‌های مختلفی است از جمله:
- متخصص کبد
- جراحان پیوند
- هماهنگ‌کننده پیوند، معمولاً یک پرستار متخصص مراقبت از بیماران پیوند کبد (اولین رابط تیم پیوند).
- مددکار اجتماعی جهت مشاوره در مورد حمایت از خانواده و دوستان، سابقه کار، و نیازهای مالی.
- روانپزشک جهت مشاوره در مورد مسائلی نظیر اضطراب و افسردگی است، که ممکن است همراه پیوند کبد به آن رسیدگی کند.
- متخصص بیهوشی جهت بررسی خطرات بیهوشی.
- متخصص وابستگی شیمیایی برای کمک به بیمارانی که سابقه مصرف الکل یا مصرف مواد مخدر دارند.
- مشاور مالی به عنوان یک رابط بین بیمار و شرکت‌های بیمه خود را عمل می‌کنند.[۸]

## تست‌های آزمایشگاهی لازم قبل از عمل
قبل از جراحی نیاز به یک سری آزمایش جهت انجام هر چه موفق تر جراحی وجود دارد. نامزدهای پیوند تحت ارزیابی‌های پزشکی و روانی کامل قرار می‌گیرند از جمله آزمون‌های پزشکی ممکن است آزمایش خون، آزمایش قلب، ارزیابی ریه، و بیشتر باشد.

تست‌های انجامی ممکن است شامل موارد زیر باشد:
- تصویر رادیوگرافی قفسه سینه جهت بررسی میزان عملکرد ریه ها
- سی تی اسکن کبد، ارگان‌های شکمی و عروق خونی
- تصویر ام آر آی ارگان‌های شکمی و عروق خونی[۹]
- درون‌بینی جهت دسترسی به زخم‌ها و التهابات مری و معده
- ئی‌آرسی‌پی (ERCP)-آندوسکوپی رتروگراد کلانژیوپانکراتوگرافی- جهت دیدن مجرای صفراوی
- تصویر آنژیوگرافی کبد
- نمونه برداری کبد
- نوار قلب[۱۰]
- آزمایشهای ادرار و خون
- تعیین سلامت عمومی فرد مثل آزمایش‌های معمول غربالگری سرطان
- ارزیابی روانی از نظر آشنایی کامل بیمار با خطرات و عواض پیوند[۱۱]

## انواع
پیوند کبد به سه روش انجام می‌گیرد:
1. پیوند کبد مستقیم (Orthotopic transplantation): جایگزینی کبد بیمار با یک کبد سالم اهدا شده.
2. پیوند کبد نابهجا (Heterotopic transplantation): کبد اهدا شده در جایی دیگر از مکان اصلی خود قرار می‌گیرد و کبد بیمار دست نخورده باقی می‌ماند.
3. پیوند کبد کاهش اندازه (Reduced-size liver transplantation): جایگزینی کبد با بخشی از کبد اهدا شده. این روش معمولاً در کودکان رایج است.[۱۲]

## تکنیکجراحی
قبل از عمل جراحی بیمار تحت درمان دارویی قرار گیرد. تقریباً تمام پیوندهای کبدی به یک صورت یعنی برداشتن کبد مادری و جایگزین آن با کبد اهدا شده در ناحیه آناتومیکی مشخص انجام می‌شود (پیوند کبدی مستقیم). جراحی پیوند کبد می‌تواند یکی از مراحل هپاتکتومی باشد (مراحل آن هپاتیک و پست هپاتیک).

عمل جراحی با ایجاد یک برش بزرگ در قسمت فوقانی شکم انجام می‌شود. هپاتکتومی شامل قطع تمام لیگامانهای متصل به کبد، مجرای صفراوی، شریان و ورید کبدی و ورید پورت می‌باشد. معمولاً در این عمل جراحی بخشی از ورید اجوف تحتانی نیز همراه کبد برداشته می‌شود ولی اخیراً یک روش جایگزین برای حفظ ورید اجوف از کبد گیرنده نیز مرسوم شده‌است. (تکنیک کول).

خون موجود در کبد توسط یخ تا کاشت کبد در جای خود حفظ خواهد شد. کاشت کبد شامل آناستوموز (اتصال) ورید اجوف تحتانی، ورید پورت و شریان کبدی می‌باشد. بعد از آن جریان خون به کبد جدید بازگردانده خواهد شد.
به‌طور معمول در پیوندهای بزرگ کبدی تمام کبد از یک اهداکننده غیر زنده برداشته می‌شود، این امر در بزرگسالان رایجتر است. در پیوند کبد کودکان از یک برش کوچک از کبد بزرگسالان برای جایگزینی با کبد بیمار استفاده می‌شود. پیشرفت‌های بیشتر در این زمینه شامل تقسیم کبد برای اهدا به دو گیرنده و اهداکننده کبدی زنده که در آن بخشی از کبد یک فرد زنده و سالم برای پیوند آلوگراف برداشته می‌شود. در برداشت کبد از دهنده زنده برای کودکان حدود ۲۰ درصد از کبد برداشته می‌شود (سگمان‌های ۲ و ۳). پیشرفت بیشتر پیوند کبد شامل حذف لوب یا قسمت درگیر به تومور می‌باشد و قسمت‌های سالم و بدون مشکل کبد باقی خواهند ماند. در این روش مدت ریکاوری بیمار بسیار سریعتر خواهد بود و فقط ۵تا۷ هفته تحت مراقبت در بیمارستان قرار می‌گیرد.

در مراکز بزرگ پزشکی قبل از جراحی پیوند بیمار تحت درمان به وسیلهٔ امواج رادیویی جهت کوچک تر شدن تومورهای کبدی قرار می‌گیرد.

## مراقبت‌های بعد از عمل
- دریافت داروهای سرکوب سیستم ایمنی برای جلوگیری از رد پیوند
- بستری در بیمارستان به مدت ۴ هفته تا ۵ ماه بسته به شرایط بیمار[۱۳]

## عوارض و خطرات احتمالی
این عمل جراحی خطرات جدی را به همراه دارد از جمله:
- عوارض مجرای صفراوی، مثل تنگ شدن مجرا و نشت صفرا از این مجرا
- خونریزی
- ایجاد لخته
- ایجاد عفونت
- اختلالات ذهنی و فکری
- رد پیوند
- عوارض داروهای ضد رد مثل:نازک شدن استخوان، قند خون، اسهال، سردرد، فشارخون و کلسترول خون بالا[۱۱]

## سرکوبسیستم ایمنی
مثل بیشتر پیوندهای آلوگراف، عضو توسط گیرنده رد خواهد شد مگر در مواردی که بیمار داروی سرکوب‌کننده سیستم ایمنی دریافت کند.
بسیار از گیرندگان کبد داروهای کورتیکواستروئید، مهارکننده‌های کلسینورین مانند تاکرولیموس یا سیکلوسپورین و آنتاگونیست پورین دریافت می‌کنند.
درمان بالینی طولانی مدت در سال اول بعد از پیوند از طریق تاکرولیموس انجام می‌شود، و نتایج بهتری از درمان با سیکلوسپورین دارد.
اگر بیمار دارای عوارضی مثل هپاتیت B فعال باشد دوز بالایی از ایمنوگلوبولین هپاتیت B را دریافت خواهد کرد.
در پیوند کبد بعد از گذشت زمان احتمال رد پیوند مزمن کاهش می‌یابد این در حالی است که بیشتر بیماران گیرنده کبد نیاز به دریافت داروهای سرکوب‌کننده سیستم ایمنی تا پایان عمر خود نیاز دارند و گاهی ممکن است مصرف داروهای ضد رد به آرامی قطع شوند.

## رد پیوند
بعد از انجام پیوند، سه نوع رد امکان دارد رخ دهد که شامل موارد زیر می‌باشد:
- رد فوق حاد: آنتی بادیهای مترشحه از سلولهای لنفوسیت B فرد دهنده که به آنتی ژنهای سطح سلول آندوتلیال عروق متصل شده و سبب واکنش می‌شوند. در این واکنش، سیستم کمپلمان فعال می‌شود و معمولاً اثر عمیقی دارد. این رد در لحظه پیوند یا چند ساعت بعد از عمل اتفاق می‌افتد.
- رد حاد:عامل این نوع رد، سلول‌های لنفوسیت T هستند. این نوع رد شایعتر است و معمولاً داروهای سرکوب‌کننده برای جلوگیری از این نوع رد تجویز می‌شوند. این رد ممکن است یک روز یا چند هفته بعد از عمل اتفاق افتد.
- رد مزمن:این نوع رد بدون هیچ علامت و نشانه‌ای حدود یک سال بعد از پیوند رخ می‌دهد. عامل این نوع رد ناشناخته است، اما رد حاد پیش‌بینی‌کننده قوی رد مزمن است.

یافته‌های آزمایشگاهی رد پیوند عبارت است از:
GGT، AST و ALT غیر طبیعی، اندازه‌گیری مقدار عملکرد کبد مانند زمان پروترومبین (PT)، سطح آمونیاک، سطح بیلی روبین، غلظت آلبومین و قند خون.
یافته‌های بالینی عبارتند از:
انسفالوپاتی، زردی، کبودی و خونریزی تمایل.
و از دیگر نشانه‌های می‌توان به: ضعف، بی اشتهایی، درد عضلانی، تب پایین، افزایش اندکی در شمارش‌های گلبول‌های سفید خون و حساسیت در ناحیه عمل همراه با درد اشاره کرد.

## پیوند کبد درایران
اعمال جراحی پیوند کبد در کشور برای نخستین بار در سال ۱۳۷۲ توسط دکتر سیدعلی ملک حسینی در بیمارستان نمازی شیراز انجام پذیرفت.
بیمارستان پیوند اعضا ابوعلی سینا شیراز و بیمارستان امام خمینی تهران دو مرکز بزرگ پیوند کبد ایران با حجم بالا می‌باشند که سالانه صدها عمل جراحی کبد در آن‌ها انجام می‌شود.
در کشور ایران پیوند کبد علاوه بر شیراز و تهران، در کرمان، مشهد، اصفهان، اهواز، تبریز، رشت و شهرکرد انجام می‌شود.

## میزان شیوع پیوند کبد
در سال ۲۰۱۱-۱۲ در انگلستان ۷۲۶ پیوند کبد به انجام رسید. این در حالی است که تعداد افراد نیازمند پیوند خیلی بیشتر از تعداد عمل‌ها انجام شده بوده‌است.
برای بزرگسالان متوسط مدت انتظار برای دریافت کبد ۱۴۲ روز و برای کودکان ۷۸ روز می‌باشد.
تخمین زده شده که در ۲۰ سال گذشته، تعداد افرادی که از پیوند کبد بهره‌مند شده‌اند به ۹۰٪ افزایش یافته‌است. این درحالی است که مرگ ناشی از بیماری کبدی بالا باقی مانده است. در سال ۲۰۰۹، ۱۱۵۷۵ مورد مرگ و میر ناشی از بیماری کبد در بریتانیا گزارش شده‌است.

## آمار
- در سال ۲۰۰۹ حدود ۱۵۹۰۰ بیمار در انتظار کبد بودند.
- در سال ۲۰۰۸، کبدهای اهدایی برای انجام تقریباً ۶۳۰۰ پیوند کبد وجود داشت.
- به دلیل کمبود عضو بیش از ۱،۵۰۰ نفر در هر سال می‌میرند در حالی که در انتظار کبد برای پیوند هستند.
- در سال ۲۰۰۸ ،۲۴۹ پیوند کبد از اهداکننده زنده به انجام رسید.
- خطر مرگ ناشی از اهدای بخشی از کبد ۱ در ۵۰۰ مورد تخمین زده شده‌است.[۲۱]